# Андрей (Мороз)
Игу́мен Андре́й (в миру Серге́й Григо́рьевич Моро́з; род. 8 ноября 1970, Тула) — священнослужитель Русской православной церкви, игумен, кандидат богословия.
День тезоименитства — 13 декабря (память святого апостола Андрея Первозванного)

## Биография
Родился 8 ноября 1970 года в городе Тула в семье военнослужащего.
В 1977 году пошёл в первый класс средней школы № 1 села Приютного Калмыцкой АССР. В 1978 году продолжил обучение в средней школе № 12 г. Элисты.
В 1985 году поступил в Элистинский автодорожный техникум.
В 1986 году продолжил обучение в Терском сельскохозяйственном техникуме Кабардино-Балкарской АССР.
20 июня 1986 года священником Петром Кашуриным был крещён в Свято-Никольской церкви города Прохладного.
С 1989 по 1991 год проходил службу в рядах Советской армии.
В августе 1991 года поступил в Ставропольскую Духовную Семинарию, во время обучения нёс послушания иподиакона митрополита Ставропольского и Бакинского Гедеона (Докукина), библиотекаря Семинарии и члена редакции студенческой газеты «Православное слово».
5 апреля 1994 года митрополитом Ставропольским и Бакинским Гедеоном (Докукиным) пострижен в монашество, а 24 апреля рукоположен в сан иеродиакона.
В 1995 году окончил Ставропольскую духовную семинарию.
9 июня 1994 года архиепископом Бакинским Валентином (Мищуком) рукоположен в сан иеромонаха.
В 1999 году окончил Московскую Духовную Академию со степень кандидата богословия защитив диссертацию «История Владикавказской епархии».
С 1999 по 2010 годы — секретарь Учёного совета Ставропольской духовной семинарии.
20 апреля по 23 мая 2000 года исполнял обязанности наместника Свято-Успенского мужского монастыря в г. Беслане республики Северная Осетия-Алания с сохранением послушания в Семинарии.
С 2001 по 2006 годы обучался на заочном отделении факультета психологии Института Дружбы Народов Кавказа в Ставрополе.
С 1 июня 2002 года — настоятель Свято-Троицкого храма села Донское.
С 18 июня 2003 года — настоятель Михаило-Архангельской церкви города Новоалександровска.
13 мая 2005 года возведён в сан игумена.
В 2008—2011 году — настоятель Казанской церкви города Будённовска и благочинный Свято-Крестовского (Будённовского) округа Ставропольской епархии.
С октября 2010 года по апрель 2011 года — проректор Владикавказского духовного училища.
В 2011 году избран членом Епархиального совета Ставропольской и Невинномысской епархии.
15 июля 2011 года Епископом Якутским и Ленским Романом (Лукиным) назначен исполняющим обязанности ректора Якутского Духовного Училища.
С 5 октября 2011 года по 30 мая 2014 года — ректор возрождённой Якутской духовной семинарии.
В декабре 2013 года епархиальным собранием избран председателем церковного суда Якутской и Ленской епархии.
С 9 июня 2014 года Епископом Тихорецким и Кореновским Стефаном (Кавтарашвили) назначен настоятелем Покровского собора г. Кропоткина Краснодарского края.
С января 2015 года редактор «Журнала Тихорецкой Епархии», официального издания Тихорецкой епархии.

## Награды
Церковные
- 1998 — набедренник;
- 2000 — наперсный крест;
- 2002 — орден святителя Иннокентия, митрополита Московского III степени;
- 2012 — крест с украшениями;
- 2012 — юбилейная медаль Русской Православной Церкви «В память 200-летия победы в Отечественной войне 1812 года»;
- 2013 — орден Почаевской иконы Пресвятой Богородицы (Украинской Православной Церкви);
- 2013 — медаль «Каложскага Крыжа» III степени (Гродненская епархия Белорусского экзархата Русской Православной Церкви).
- 2020 — право служения Божественной литургии с отверстыми царскими вратами до "Иже херувимы".
- 2024 — право служения Божественной литургии с отверстыми царскими вратами до "Отче наш".
- 2024 — медаль священномученика Михаила, пресвитера Усть-Лабинского III степени (Армавирская епархия Русской Православной Церкви).

Светские
- 30 июля 2003 года — нагрудный знак Госкомстата России «За активное участие во Всероссийской переписи населения 2002 года»;
- 2 декабря 2006 года — нагрудный знак I степени Терского Казачьего Войска;
- 22 октября 2007 года — Терским казачьим крестом генерала А. П. Ермолова;
- 27 апреля 2012 года — юбилейный знак Республики Саха (Якутия) «380 лет Якутия с Россией»;
- 27 апреля 2013 года — лауреат республиканской общественной премии «Якутянин года — 2012»;
- 2013 — почетная грамота Министерства образования Республики Саха (Якутия).

## Публикации
статьи
- Обзор прессы // «Встреча». 1996. — № 1. — С. 14-15
- Жертвенник Неведомому Богу // Встреча. 1997. — № 1 (7) — C. 56-58
- Ставропольская Епархия (Краткий Исторический Экскурс) // Церковь и общество: 160 лет совместного служения на Юге России: материалы научно-практической коференции. — Ставрополь : Изд-во Ставропольской и Владикавказской епархии, 2004. — 272 с. — С. 152—158
- Митрополит Ставропольский и Бакинский Антоний (Романовский) // Труди Київської Духовної Академiї. № 10 / ред. прот. Владимир Савельев. — Киiв, 2009. — С. 231—237.

монографии
- История Владикавказской епархии. — Элиста: АОр НПП «Джангар», 2006. — 240 с.

Интервью
- Ректор Якутской семинарии игумен Андрей (Мороз): Святейший Патриарх определил стратегию Якутской духовной школы — быть центром духовного образования для народов Севера
- О семинарии, призвании и даров стяжании // Русская линия
- Игумен Андрей (Мороз): Якутская духовная семинария обязана быть флагманом духовного образования
- Игумен Андрей (Мороз): ВУЗ для братьев и сестер.
- Игумен Андрей (Мороз): В семинарию нельзя поступить с улицы. Архивная копия от 21 апреля 2017 на Wayback Machine
- Игумен Андрей: В Якутии люди часто спасают друг друга
- Игумен Андрей (Мороз): Пастырство против жречества
- Ректор Якутской семинарии: «Трудом умножать территорию рая»
- Игумен Андрей (Мороз): Я бы хотел, чтобы каждый студент семинарии имел задатки святого человека // Журнал Московской Патриархии. 2013. — № 1. — С. 54—55.
- Беседы в студии. Ректор Якутской Духовной Семинарии
- Игумен Андрей (Мороз) ответы на вопросы читателей интернет-портала журнала «Фома»